# 斯維斯拉奇河
斯維斯拉奇河（羅馬化：Svislač，發音：[ˈɕvislatʃ] ⓘ），又按俄语名译为斯維斯洛奇河（羅馬化：Svisloch'），是白俄羅斯的河流，屬於別列津納河的右支流，河道全長327公里，流域面積5,160平方公里，發源自明斯克高地，流經首都明斯克，每年十二月至翌年四月結冰。